# Silberteich
Der Silberteich ist ein Kunstteich am Oberlauf des Brunnenbachs zwischen Braunlage und Sankt Andreasberg im Harz in Niedersachsen. Er zählt aufgrund seiner Entstehungsgeschichte zu den Anlagen des Oberharzer Wasserregals und ist Bestandteil des Weltkulturerbes Bergwerk Rammelsberg, Altstadt von Goslar und Oberharzer Wasserwirtschaft.

## Beschreibung
Die Wasserfläche ist etwa 300 Meter lang und sein Damm etwa 8 Meter hoch. Das Material zum Bau des Dammes stammt aus dem am Westufer in direkter Nähe des Dammes gelegenen Steinbruch. Der Teich liegt heute inmitten des Nationalparks Harz, der hier auch dessen Betreiber ist. Am Ostufer führt ein Weg streckenweise am Wasser entlang, doch ansonsten wurden die Wege vom Wasser ferngehalten, um eine Ruhezone für Flora und Fauna zu schaffen.

## Geschichte
Der Silberteich wurde im Jahr 1755 angelegt, noch während der Bauzeit wurden zwei Dammerhöhungen umgesetzt. Seine Bauform entspricht der neuen Bauart der Oberharzer Teiche mit einer Kerndichtung aus Rasensoden. Die Böschungen wurden anfangs zu steil ausgeführt und mussten mehrfach nachgebessert werden; offensichtlich hatte man die Dammerhöhungen nicht mit einer Verbreiterung der Dammaufstandsfläche verbunden. Der Silberteich sollte südwestlich von ihm gelegene Bergwerke mit Wasserkraft versorgen. Es handelte sich hierbei um von der Bergbehörde stark alimentierten Hoffnungsbergbau, der um 1780 mangels Lukrativität endgültig eingestellt werden musste. Es erfolgte eine Nachnutzung des Silberteiches durch das Braunlager Blaufarbenwerk (an gleicher Stelle heute die „Waldmühle“), die ihre Energie aus dem Stausee bezog. Ursprünglich hieß er „Andreasberger Teich“ oder „Brunnenbacher Teich“. Der heutige Name wurde erst in jüngerer Zeit gewählt, um diesen Ort als touristisches Ziel herauszustellen.
Beim Begehen des Trampelpfades am Ostufer fällt dem geübten Auge auf, dass es sich bei diesem Weg um einen ehemaligen höhenlinienparallelen Hanggraben handelt. Dieser wurde mit hoher Wahrscheinlichkeit angelegt, um Hochwasser weitgehend am Teich vorbeileiten zu können.

## Umgebung
Über die Dammkrone führt der Sankt Andreasberger Fußstieg hinweg, der Braunlage mit Sankt Andreasberg auf kürzestem Weg verbindet.

## Dammbruch am 4. Dezember 1760
Anfang Dezember 1760 kam es zu heftigen Regenfällen und Hochwasser, offensichtlich in Verbindung mit der Schneeschmelze. In der Nacht vom 3. zum 4. Dezember wurde der Damm des Teichs im Bereich der zusätzlich durch Eisschollen beeinträchtigten Ausflut überströmt und brach dann auf 30 Meter Länge. Die Wasserflut riss die etwa 5 km unterhalb gelegene Brunnenbachsmühle fort; alle 4 Bewohner kamen ums Leben. Ursache für dieses erst 5 Jahre nach seiner Fertigstellung erfolgte Unglück war vermutlich eine zu klein dimensionierte Hochwasserentlastungsanlage, verbunden mit einer Beeinträchtigung dieses Überlaufes durch Eisschollen. Der Wiederaufbau erfolgt erst 1763, anschließend wurde der Silberteich bis etwa 1900 auch der „Neue Teich“ genannt.

## Bildergalerie

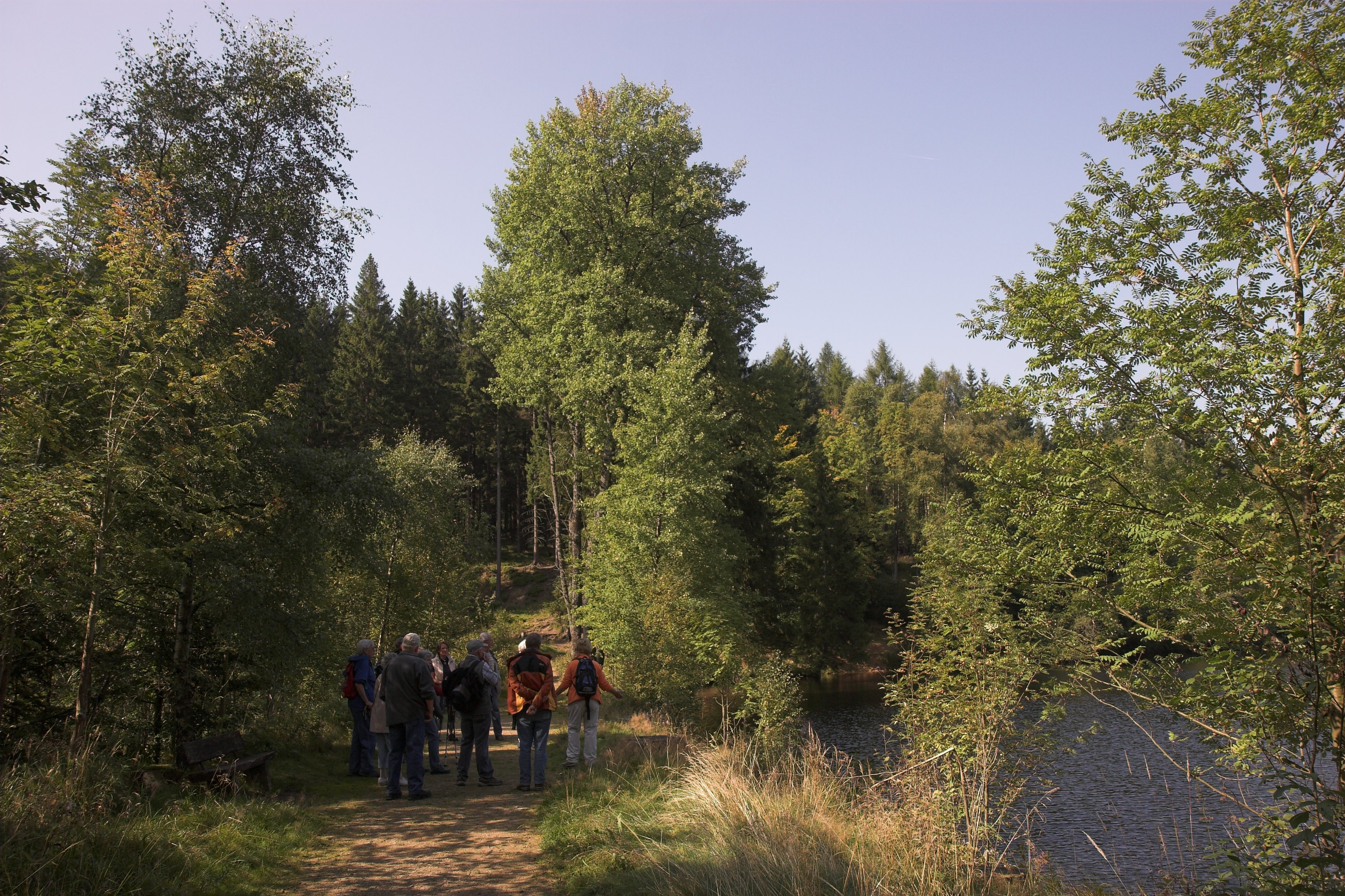
Der Andreasberger Stieg auf der Dammkrone des Silberteichs
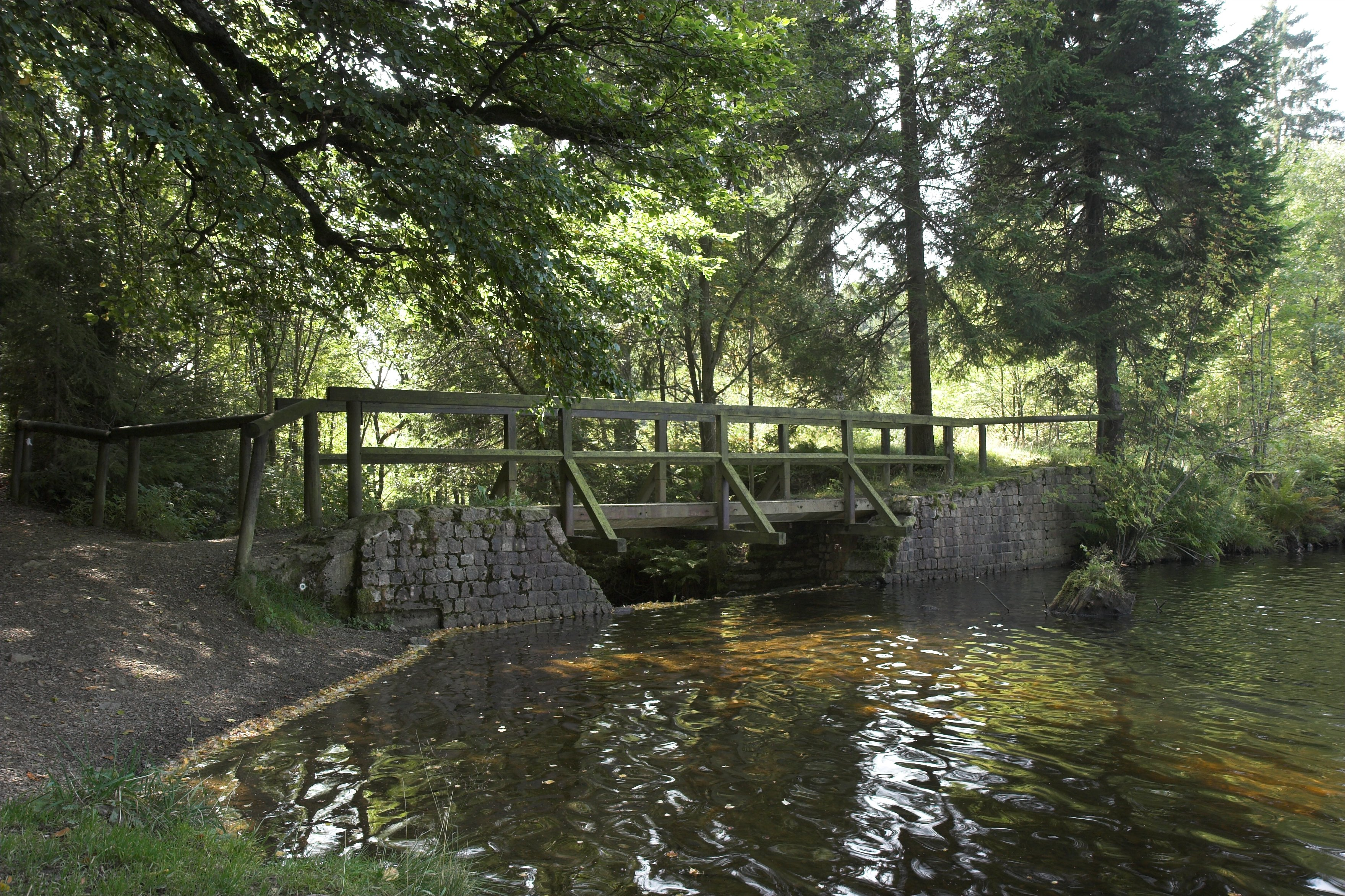
Der Überlauf des Silberteichs in den Brunnenbach von der See-
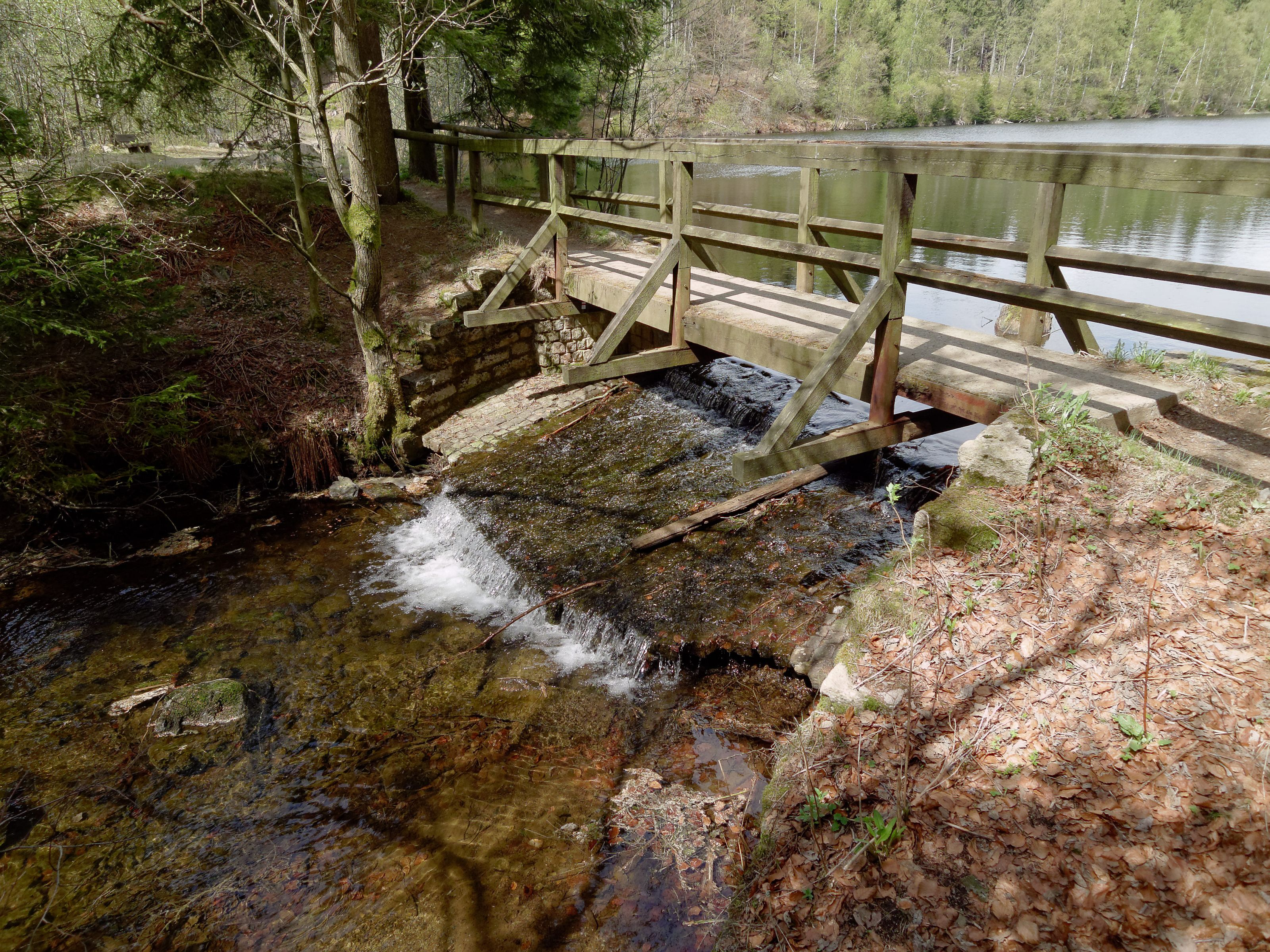
…und der Bachseite
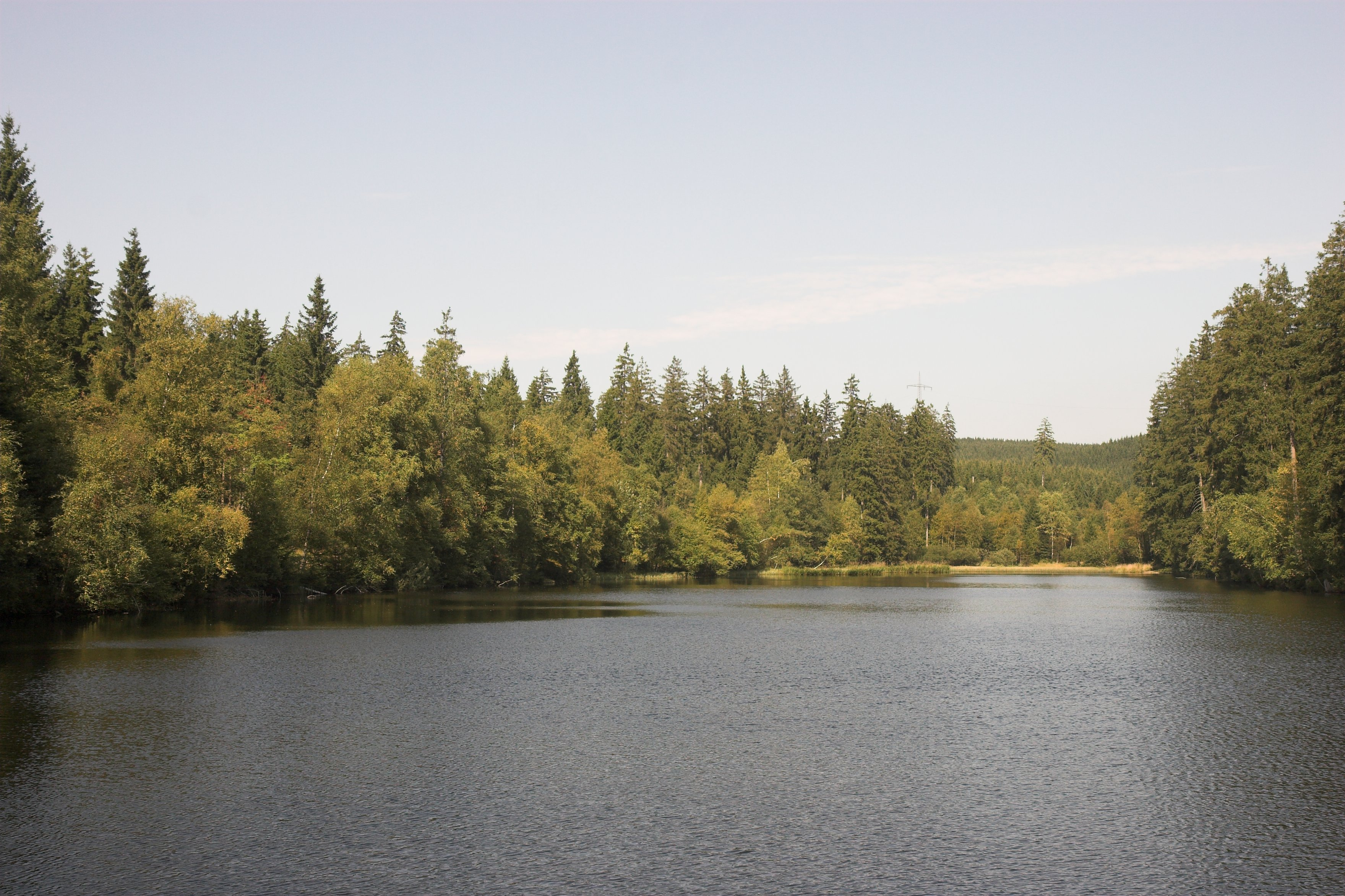
Blick vom Damm aus in Richtung Stauwurzel im Norden